# La bogeria
 La bogeria és una novel·la de Narcís Oller. Junt amb la novel·la Pilar Prim, és considerada la peça més important de l'autor. La novel·la és escrita amb tècniques naturalistes i d'acord amb la llei de l'herència i la influència d'un medi opressiu. Oller hi planteja una problemàtica d'anàlisi psicològica i de moral social. La novel·la va ser escrita a Puigcerdà durant l'estiu de 1898, encara que no va ser publicada fins a l'any 1899 a Barcelona.
És l'obra culminant de la seva producció. Aquesta novel·la, basada en un fet real -la mort d'un client d'Oller-, tracta del jove Daniel Serrallonga, de com es va tornant boig, i fa un estudi de les causes de la seva bogeria, plantejant les dues teories científiques que hi havia en discussió en aquella època: l'una defensa que Daniel Serrallonga ha heretat la malaltia (determinisme biològic) i l'altra creu que la bogeria se li manifesta perquè s'ha trobat en un medi social advers i ha viscut molt males experiències (determinisme social).
La novel·la és un estudi psicològic de la malaltia mental i de les conseqüències socials d'aquest fet en la persona de Daniel Serrallonga segons tres punts de vista: el de narrador, que a la vegada és també un personatge (actitud humanitària); el d'un amic del malalt (actitud habitual de la gent davant el boig), i el d'un doctor (actitud científica i positivista). La novel·la té dues característiques essencials: l'objectivisme creat pels diferents punts de vista i el determinisme. En efecte: la vida de Daniel Serrallonga ve determinada pel medi i per l'herència (pare dement i suïcida, mare mística i histèrica, una germana mal formada i epilèptica i una altra de nimfòmana). La bogeria és una novel·la programàtica que no s'aparta gaire dels casos científics tractats per Zola.

## Context

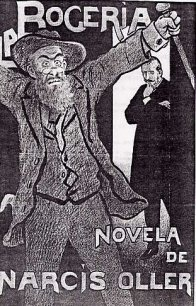
Litografia de lán Mariano Foix del 1900.

Amb aquesta novel·la Oller tancà el cicle que inicià amb Vilaniu i continuà amb La febre d'or, cicle que té com a precedent immediat la "comèdia total" segons els esquemes d'Honoré de Balzac. En totes tres, l'escenari és limitat a Barcelona i Vilaniu; alguns personatges reapareixen encara que s'hagin traslladat d'ambient i en totes tres, també, s'estableixen les relacions entre la ciutat i el camp.

## Estructura
La bogeria està formada per un total de 9 capítols que s'estructuren en tres blocs: el primer que va del primer al tercer capítol on es presenta el protagonista, Daniel Serrallonga; el segon que va del quart al sisè capítol on s'explica el procés d'alienació d'aquest; i l'últim que va del setè al novè, on es mostren les conseqüències d'aquesta alienació.

### Tema
La novel·la tracta com a tema principal i global la descripció i les conseqüències de la bogeria centrant-se en la malaltia i no en l'individu. Així i tot, es desglossen altres temàtiques diferents al llarg dels capítols, entrellaçades en molts casos amb el tema principal.

### Espai
L'acció es desenvolupa principalment a la ciutat de Barcelona, tanmateix, en el tercer capítol s'allunya del món urbà quan els personatges visiten el poble de Vilaniu (ciutat fictícia que hom suposa que fa referència a Valls). Malgrat això, també es presenten altres espais que prenen un paper important, però sempre formen part d'un record. El marc general de la novel·la no es desenvolupa en una Barcelona genèrica, sinó que se centra en diferents espais concrets de la ciutat comtal: "ja no vam parar fins a la rotonda que hi havia al fons d'aquell cafè, llavors un dels millors de Barcelona." En el cas de Vilaniu, els paral·lelismes amb la realitat de Valls són bastant més ambigus, encara que també se'n troben: "[…] era al carrer de l'Església (un carreró estret, tortuós i fosc que feia baixada)." Oller escrivia seguint els eixos espaitemps en què volia ambientar la novel·la a través d'un estudi seriós de l'època històrica i la toponímia que li permetien la fidelització de la realitat emprada.

### Temps
El temps de la novel·la és lineal, encara que no segueix totalment la línia dels esdeveniments. La novel·la segueix dues línies de temps diferenciades, que només conflueixen en el primer i en el darrer capítol, i en alguns breus moments puntuals en el transcurs de la resta de la història. Per una banda, tenim la línia del temps de l'explicació dels fets que configuren la novel·la i per l'altra, la que explica aquests fets. Mitjançant referències directes o indirectes dels fets que succeeixen al protagonista, es fan al·lusions al passat des del present narratiu.
Els capítols primer, segon i quart es caracteritzen per l'ús de formes verbals del passat durant el transcurs dels capítols, encara que canvien pel present quan s'arriba al punt culminant dels capítols per emfatitzar aquells fets en concret. Aquest recurs literari no es repeteix en la resta capítols a excepció del capítol novè on també abunden els presents, però en aquest cas, se'n fa ús per una asseveració atemporal.
La novel·la es desenvolupa des de principis de 1867 —"érem a mig curs del 67"— fins al setembre de 1883. Els salts en el temps entre capítols és variable. El mínim salt en el temps és entre el capítol quart i cinquè on passen només unes hores, en canvi, en el màxim hi ha un salt de fins a sis anys entre el sisè i el setè.
L'acumulació de temps, que Oller va marcant amb el pas de la novel·la, propicia un anacronisme en el vuitè capítol; Oller ens situa en l'any 1881 i parla com un fet passat el "crac" de la borsa el qual realment no va tenir lloc fins al 1882. Segons Teresa Guiluz, Narcís Oller treballava mitjançant un estudi i una documentació rigorosa, que fan incomprensible aquest descuit.

### Llenguatge
La llengua és un dels aspectes més particulars ollerians i és un dels rams des d'on ha rebut més dures crítiques. Per exemple, Agustí Calvet i Pascual, o més conegut com a Gaziel, expressa en el pròleg a les Memòries literàries crítiques com: 
| «                             | Tota la vida escriví en una català rebaixat i pobre [..] Sovint la prosa d'Oller fa l'efecte d'una traducció defectuosa del castellà al català. Fins al punt que si us preneu la pena de posar en castellà algun dels seus paràgrafs en català més abruptes, no solament veureu que hi reeixiu amb gran facilitat, sinó que, un cop traduït, el fragment llisca molt millor i sona més bé que en l'idioma original. | » |
| — Gaziel, Memòries literàries | |   |

Narcís Oller, un escriptor de prosa en català tardà, va tractar la novel·la realista apropant-se a un llenguatge proper al de la realitat lingüística catalana. Oller va defugir del llenguatge arcaista jocflorenc, si no que es va atansar a la reproducció d'un llenguatge col·loquial propi del moviment del «català que ara es parla». Precisament per aquest llenguatge més col·loquial va ser criticat pel gran nombre de castellanismes lèxics (camelo, calabosso, assessino), marcats majoritàriament en cursiva pel mateix autor, amb el propòsit d'intentar capçar la complaença dels personatges a usar nous mots per designar realitats noves i que es perceben com innovadores. En La bogeria també hi ha una abundància de col·loquialismes (istil o ideies) i calcs sintàctics i morfològics del castellà (l'ús de l'article lo en sentit neutre). Aquesta intencionalitat en l'ús d'incorreccions lingüístiques queda reflectida quan l'autor defensa el manteniment del col·loquialisme emprat en la llengua quan per l'edició de l'obra completa del 1928 es va voler adaptar a la normativa de l'Institut d'Estudis Catalans.

## Personatges

### Daniel Serrallonga
Es tracta d'un protagonista absent, ja que se'n parla al llarg de la novel·la, però només apareix al principi i al final.

### El narrador
El narrador és un personatge important de la novel·la, ja que a través d'ell i des del seu punt de vista s'explica la història d'en Daniel Serrallonga. És un personatge anònim i del qual Oller no el descriu físicament, a banda de la descripció psicològica que se'n pot extreure de les seves opinions. S'encarrega de transmetre la història i opinar d'ella. Aquesta opinió des d'un punt de vista sentimental, idealista i humanista es contraposa amb les opinions d'en Giberga des d'un punt de vista científic i determinista.

### Armengol
Advocat i amic d'en Daniel Serrallonga.

### Pròsper Giberga
Aquest personatge és el fill del metge de la família Serrallonga. En un primer moment de la novel·la és estudiant de medicina. Des d'un primer moment pensa que Serrallonga està boig, el seu punt de vista és científic. Argumenta la seva opinió d'una manera científica, ja que també diu que el pare d'en Serrallonga és boig i d'aquí vindria l'herència de la seva besàvia.

### Altres personatges
A banda dels personatges principals apareixen un reguitzell de personatges secundaris. A partir de la figura del narrador se'n desprenen d'altres personatges molt secundaris com els seus pares, l'esposa o la seva filla Matildeta. També apareixen diversos personatges vilaniuencs com per exemple, els Galceran, els Rodon i l'ancià Riudavets, i alguns d'ells ja havien aparegut en altres novel·les de Narcís Oller com en Josep Rodon a La febre d'or.